# 47 ронина (филм из 2013)
47 ронина (енгл. 47 Ronin) амерички је фантастично-акциони филм из 2013. године, редитеља Карла Ринша у свом редитељском дебију. По сценарију Криса Моргана и Хусеина Аминија, филм је дело Chūshingura („Ризница лојалних чувара”): фикционализован приказ 47 ронина, стварне групе самураја без господара под даимјоом Асано Наганори у Јапану из 18. века који су осветили Наганоријеву смрт тако што су се суочили с његовим ривалом, Киром Јошинаком. Главне улоге играју Кијану Ривс, Хиројуки Санада, Таданобу Асано, Ринко Кикучи и Ко Сибасаки. Филм слабо подсећа на своју историјску основу у поређењу са претходним адаптацијама, а уместо тога представља стилизовану интерпретацију смештену „у свету вештица и дивова”.
Премијера филма била је у Јапану 6. децембра 2013, пре него што га је објавио Universal Pictures 25. децембра 2013. у Сједињеним Америчким Државама у 3D-у и 2D-у. Taramount Film објавио је филм у биоскопима у Србији 26. децембра 2013. године. Док су акционе сцене и визуелни прикази добили похвале, филм је добио углавном негативне критике критичара и зарадио је само 151 милион долара у поређењу са својим продукцијским буџетом од 175—225 милиона долара, што га чини неуспешним на благајнама и оставља Universal у минусу за 2013. годину. Часопис Variety додао је филм у листу „највећих холивудских неуспеха 2013. године”. Упркос свом критичком и комерцијалном неуспеху, наставак под називом Оштрица 47 ронина биће објављен 2022. године.

## Радња
Кад издајнички војни заповедник убије њиховог владара и протера војску, 47 самураја без вође заклеће се на освету и враћање части. Отерани из својих домова и раштркани широм земље, ова група ронина мораће да потражи помоћ од Каија (Ривс) — мелеза кога су једном одбили — за борбу кроз дивљи свет митских звери, чаролија мењања облика и невероватних ужаса. Кад овај прогнани, заробљени изгнаник постане њихово најсмртоносније оружје, он ће се претворити у хероја који ће инспирисати ову екипу малобројних побуњеника да освоји вечност.

## Улоге
| Глумац               | Улога             |
| -------------------- | ----------------- |
| Кијану Ривс          | Каи               |
| Хиројуки Санада      | Оиши Јошио        |
| Таданобу Асано       | Кира Јошинака     |
| Ринко Кикучи         | Мизуки            |
| Ко Сибасаки          | Мико              |
| Мин Танака           | Асано Нанагори    |
| Кари-Хиројуки Тагава | Токугава Цунајоши |
| Џин Аканиси          | Чикара            |
| Масајоши Ханеда      | Јасуно            |